# استیفن رزنیک
استیفن آلوین رزنیک (Stephen Resnick)‏ (۲۴ اکتبر ۱۹۳۸ – ۲ ژانویه ۲۰۱۳)، اقتصاددان دگراندیش آمریکایی بود. او به دلیل آثارش (که بیشتر آن همراه با ریچارد دی. وولف نوشته شده‌است) در زمینه اقتصاد مارکسیستی، روش‌شناسی اقتصاد و تحلیل طبقاتی معروف است. کار او، همراه با کار وولف، به‌صورت ویژه با دیدگاه پسا-مارکسیستی و پسا-آلتوسری در مورد اقتصاد سیاسی مرتبط است.

## زندگی‌نامه
رزنیک در سال ۱۹۶۰ لیسانسش را در رشته اقتصاد از دانشگاه پنسیلوانیا به‌دست‌آورد. او در سال ۱۹۶۴ دکترایش را از مؤسسه فناوری ماساچوست حاصل کرد. پایان‌نامه تحصیلی او یک تحلیل اقتصادسنجی بازار مشترک اروپایی بود. کار ابتدائی او (در جریان تصدی او در دانشگاه ییل میان سال‌های ۱۹۶۵ و ۱۹۷۱) با استیفن هایمر بوده و بر مسائل توسعه اقتصادی و اقتصاد سیاسی بین‌المللی متمرکز بود.
رزنیک پس از یک دوره کوتاه در کالج شهری نیویورک (۱۹۷۱–۱۹۷۳)، تدریس در دپارتمان اقتصاد دانشگاه آمهرست ماساچوست را در سال ۱۹۷۳ آغاز کرد. او در این مدت کار را با ریچارد دی. وولف آغاز کرده و از آن زمان تا مرگ رزنیک آن‌ها مقالات و کتاب‌های متعددی را باهم به چاپ رسانیده و رویکرد تحلیلی طبقاتی غیرجبری را تدوین نمودند. این مقالات نظریهٔ مارکسیستی و تحلیل ارزشی، غیرجبرگرایی، اقتصاد رادیکال، تجارت بین‌المللی، چرخه‌های تجارت، ساختارهای اجتماعی اتحادیه شوروی را دربرداشت.
کار رزنیک با وولف، خوانش سرمایه اثر لوییس آلتوسر و اتاین بالیبار را به عنوان نقطه آغاز کار خویش پذیرفته و یک خوانش بسیار ماهرانه جلد دوم و سوم کتاب سرمایه کارل مارکس را در کتاب تأثیرگذار دانش و طبقات خود توسعه دادند. در کار رزنیک، تحلیل طبقاتی مارکسیستی، مطالعه دقیق شرایط موجودیت اشکال مشخص عمل‌کرد، تصاحب و توزیع نیروی کار اضافی الزامی است. در حالی که ممکن است بی‌نهایت اشکال تصاحب مازاد وجود داشته باشد، قانون مارکسیستی به فرآیندهای طبقاتی باستانی (مستقل)، برده‌ای، فئودالی، سرمایه‌داری و کمونیستی اشاره دارد.
رزنیک در سال ۱۹۸۹، با گروهی از همکاران، شاگردان قبلی و فعلی‌اش مشترکاً کار کرده و تفکر دوباره در مورد مارکسیسم، یک مجله علمی را راه اندازی کردند که هدف آن ایجاد یک پلتفورم برای تفکر دوباره و توسعه مفاهیم و نظریه‌ی‌های مارکسیستی در اقتصاد و همچنین سایر رشته‌های مسائل اجتماعی بود. او تا سال ۱۹۹۴ میلادی عضو هیئت تألیف مجله بود و پس از آن به عنوان عضو بورد مشورتی مجله ایفای وظیفه نمود.
رزنیک تا سال ۲۰۱۳ میلادی به تدریس سیمینارهای دوره لیسانس و درس‌های کارشناسی ارشد و هدایت پایان‌نامه تحقیقاتی در اقتصاد در دانشگاه آمهرست ماساچوست ادامه داد. او جوایز متعهدد تدریس به‌دست‌آورد و کلاس‌هایی را در نظریهٔ اقتصاد، توسعه اقتصاد و تاریخ اقتصاد تدریس کرد. رزنیک علایق ابتدائی تحقیقاتی خود را به عنوان نظریهٔ مارکسیستی و تاریخ و توسعه اقتصادی فهرست کرد.
رزنیک در ۲ ژانویه ۲۰۱۳ به اثر سرطان خون درگذشت.

## ویدیوها
- "Course on Marxian Economics"
- "Course on Socialist Economics"
- "Past Present and Future of the Economics Department" Round table with Resnick, Katzner, Bowles
- "Memorial for Stephen Resnick" Remarks of Richard D. Wolff
- "The POLITICS of OUR 40-YEAR COLLABORATION"